# Beautiful Thing
Beautiful Thing (Alternativtitel: Die erste Liebe, Die erste Liebe – Beautiful Thing) ist ein englischer Spielfilm von Regisseurin Hettie MacDonald nach dem gleichnamigen Bühnenstück von Jonathan Harvey.

## Handlung
Thamesmead, eine Hochhaussiedlung im Südosten Londons, in den 1990ern. Über der Stadt liegt brütende Hitze. Jamie versucht zwar, seine Homosexualität zu verbergen, wird jedoch von seinen Mitschülern zu jeder sich bietenden Gelegenheit schikaniert und hat darüber hinaus ein Auge auf seinen Klassenkameraden Ste geworfen. Er wohnt zusammen mit seiner alleinerziehenden Mutter Sandra, die insgeheim an ihrem Plan arbeitet, ein eigenes Pub zu eröffnen und so dem harten Hochhausleben zu entkommen. Neben den beiden wohnt die verrückte Leah, die die Schule abgebrochen hat und nun ihre Zeit damit verbringt, Mama-Cass-Platten zu hören und gelegentlich Drogen zu konsumieren. Auf derselben Etage wohnt zudem Ste, der regelmäßig von seinem älteren Bruder und dem alkoholabhängigen Vater geschlagen wird.
Als Ste eines Abends von seinem Bruder brutal zusammengeschlagen wird, nimmt sich Sandra seiner an und gewährt ihm Unterschlupf. Da es kein weiteres Bett in Sandras Wohnung gibt, muss sich Ste mit Jamie das Bett teilen. In der zweiten Nacht, in der sie sich das Bett teilen, massiert Jamie die Verletzungen von Ste und macht Andeutungen seiner Zuneigung, die Ste allerdings zurückweist. Zunächst legt sich Ste noch an das Fußende, doch später gesellt er sich neben Jamie, und so verbringen die beiden ihre erste Nacht miteinander.
Am nächsten Morgen erwacht Ste als Erster und bekommt Panik wegen der vergangenen Nacht, in den nächsten Tagen weicht er Jamie aus. Jamie dagegen ist sich seiner Gefühle sicher und will sie Ste auf einer Party, die einige Zeit später stattfindet, mitteilen. Ste reagiert zuerst panisch und ablehnend, weil er Angst vor der Reaktion seiner Umgebung hat. Leah deutet an, dass sie von der Beziehung der beiden wisse, was Ste wütend macht. Doch schließlich wird ihm klar, dass er sich auf die Liebe einlassen kann, auch wenn andere dies missbilligen könnten. Schließlich besuchen er und Jamie eine Schwulenbar und küssen sich danach im Mondschein leidenschaftlich. Sandra kommt hinter das Geheimnis ihres Sohnes und konfrontiert diesen damit, zeigt sich aber akzeptierend.
Sandra erhält die Zusage, einen Pub eröffnen zu können, was ihren Auszug aus der Hochhaussiedlung bedeutet. Sie trennt sich auch von Tony, dem letzten ihrer vielen Lebensgefährten. Am Abend tanzen Jamie und Ste eng umschlungen auf dem Vorplatz des Wohnblocks zum Klassiker Dream a Little Dream of Me, was die freundliche wie ablehnende Aufmerksamkeit einiger Passanten auf sich zieht. Sandra und die Nachbarin Leah schließen sich dem Tanz der beiden Jungen an.

## Hintergrund
Zum ersten Mal aufgeführt wurde das Stück von Jonathan Harvey am 28. Juli 1993 im Londoner Bush Theatre unter der Regie von Hettie MacDonald. Harveys Werk spielt in dem im Osten Londons gelegenen Stadtteil Thamesmead, in der viele in brutalistischer Architektur gestaltete Sozialwohnungen angesiedelt sind. Ab Mitte der 1980er-Jahre geriet Thamesmead als sozialer Brennpunkt durch gewalttätige Auseinandersetzungen und hohe Arbeitslosigkeit in die Schlagzeilen. Eine sozialpolitische Bedeutung erhielt der Film auch durch die Darstellung der Liebe zwischen zwei Minderjährigen, die sich unterhalb des damals bestehenden Schutzalters in Großbritannien befinden. 1994 wurde das Schutzalter für männliche Homosexuelle zunächst von 21 auf 18 Jahre, schließlich im Jahr 2000 auf 16 Jahre heruntergesetzt und so dem heterosexuellen Schutzalter angeglichen.

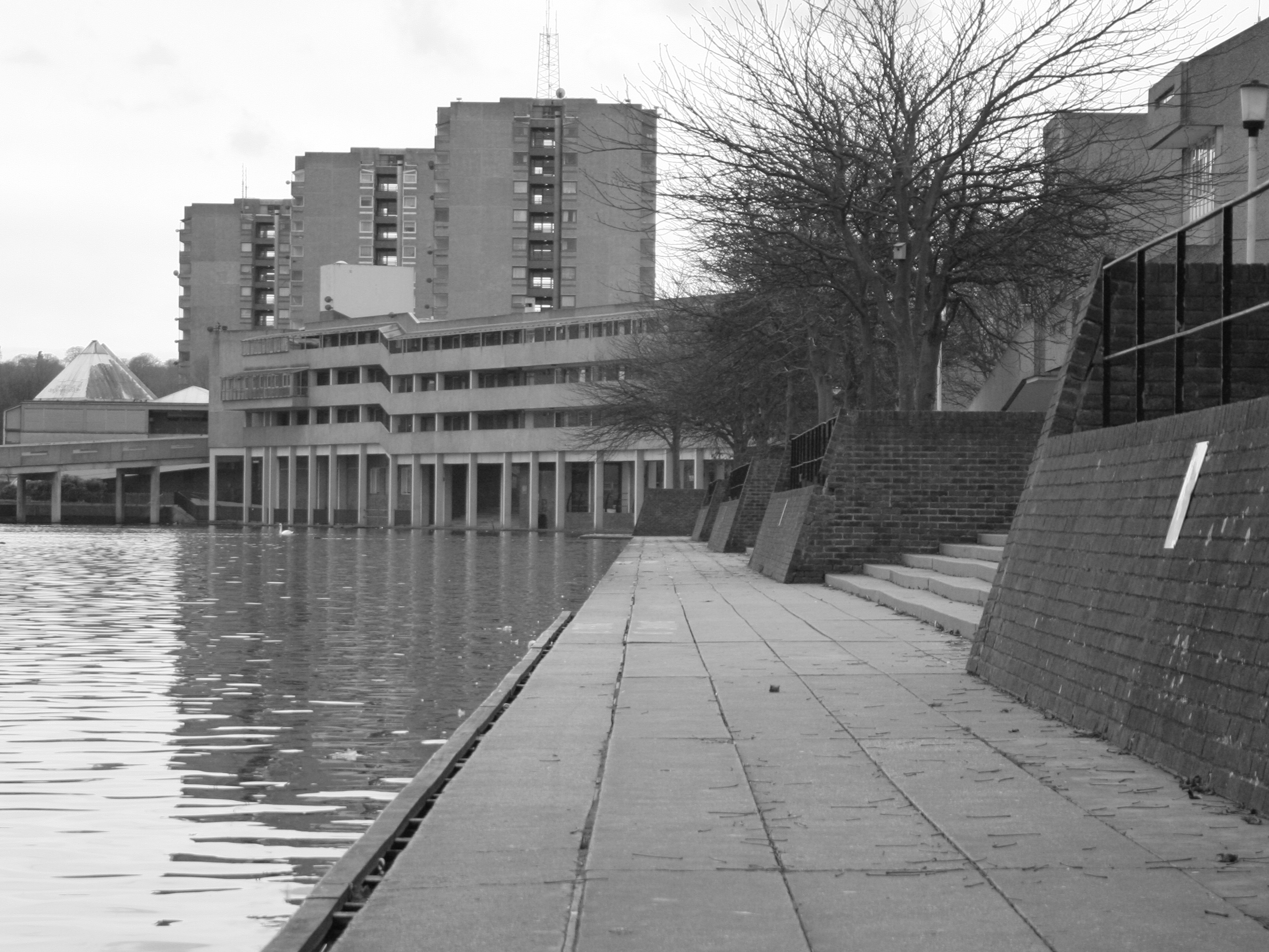
Die Wohnsiedlungen in Thamesmead dienten als Kulisse für den Film

Das Stück gastierte in weiteren Theatern der Stadt und wegen des Erfolges wurde eine Verfilmung durch Channel Four Films beschlossen, ebenfalls unter Regie von MacDonald. Zunächst sollte Beautiful Thing nur als Fernsehfilm bei Channel 4 laufen, später entschied man sich allerdings dafür, ihn zu einem Kinofilm zu machen. Die jugendlichen Hauptdarsteller Berry, Neal und Empson kamen alle von derselben Theaterschule in London, sodass sie bereits Erfahrungen miteinander besaßen. Die Dreharbeiten fanden vor Ort in Thamesmead stand. Im Gegensatz zu vielen anderen Homosexuellen-Filmen seit der AIDS-Krise, die diese nur als Opfer oder Außenseiter zeigten, ließen Harvey und MacDonald von dem Film allerdings trotz aller Schwierigkeiten eine optimistische Stimmung ausgehen.
Harvey ist im Film in einem Cameo-Auftritt als im Rollstuhl sitzender Mann in der Schwulenbar zu sehen.
Der von Sony Pictures Classics Film feierte am 21. Juli 1996 in England seine Premiere, im Januar 1997 erschien er in den deutschen Kinos. Beautiful Thing spielte über drei Millionen US-Dollar an den Kinokassen ein. Im Januar 2008 fand die deutschsprachige Erstaufführung des Stückes am Jungen Theater Bonn statt. Die deutsche Aufführung war zugleich die erste, in welcher das Alter der Hauptpersonen im Stück mit dem der Schauspieler übereinstimmte.

## Soundtrack
Der Soundtrack des Filmes besteht fast ausschließlich aus der Musik der Gruppe The Mamas and the Papas und insbesondere den anschließenden Solowerken ihrer Sängerin Cass Elliot. Im Film erzählt Sandra die Urban Legend, dass Cass Elliot an einem Sandwich gestorben sei, während sie in Wirklichkeit einem Herzinfarkt erlag. Außerdem ist das Lied Sixteen Going on Seventeen aus dem Musical The Sound of Music zu hören, als die beiden Jungen gemeinsam im Bett liegen.

## Synchronisation und Hörfilmfassung
Die deutsche Synchronisation entstand 1996 bei LogoSynchron GmbH in Köln unter Leitung von Cay-Michael Wolf. Die deutschsprachige Audiodeskription des Films entstand im Jahr 2001. Hans Mittermüller sprach die Bildbeschreibungen, die Produktion übernahm Arte.
| Rolle                           | Schauspieler   | Dt. Synchronstimme |
| ------------------------------- | -------------- | ------------------ |
| Sandra Gangel                   | Linda Henry    | Ulrike Lau         |
| Jamie Gangel                    | Glen Berry     | Markus Pfeiffer    |
| Ste Pearce                      | Scott Neal     | Daniel Brühl       |
| Tony                            | Ben Daniels    | Oliver Stritzel    |
| Leah Russell                    | Tameka Empson  | Tanja Schumann     |
| Rose Russell, Leahs Mutter      | Jeillo Edwards | Elisabeth Scherer  |
| Ronnie Pearce, Stes Vater       | Garry Cooper   | Peter Harting      |
| Trevor Pearce, Stes Bruder      | Daniel Bowers  | Joachim Kretzer    |
| Marlene, Nachbarin              | Anna Karen     | Karin Buchali      |
| Louise, Sandras Arbeitskollegin | Sophie Stanton | Sabine Postel      |
| Miss Chauhan, Sportlehrerin     | Meera Syal     | Rotraut Rieger     |

## Kritiken
Beautiful Thing erhielt überwiegend positive Kritiken, bei Rotten Tomatoes besitzt er – basierend auf 22 Kritiken – eine positive Bewertung von 91 %. Roger Ebert schrieb in seiner Kritik in der Chicago Sun-Times vom 15. November 1995, dass die Nebenfiguren wie Jamies Mutter, Tony oder die Nachbarin Leah „eine Überraschung nach der anderen“ liefern würden, dass sie den braver gezeichneten schwulen Hauptfiguren die Schau stehlen würden. Eric Henderson vom Slant Magazine schrieb rückblickend, es sei der vielleicht meistgeliebte Film über schwule Teenager aus den 1990ern. Der Film sei eine realistische Zeichnung von „adoleszenter Agonie“, die dann schließlich einer neuen Romantik Platz mache.
Im deutschsprachigen Raum urteilte Cinema: „Humorvoller und einfühlsamer Film fern aller Tunten-Klischees. Unprätentiös, bewegend und milieugetreu“. Der Filmdienst war ebenfalls wohlwollend gestimmt: „Ein konventionell, aber lebendig inszenierter und souverän gespielter Erstlingsfilm mit stimmiger Milieuzeichnung. Angesiedelt zwischen anrührender Romanze und beschwingter Komödie, verzichtet der Film wohltuenderweise auf alle "schrillen" Stereotypen in der filmischen Darstellung von Homosexualität.“ Die Fernsehzeitschrift Prisma schreibt: „Hettie McDonald inszenierte mit realistischem Background und einer Menge Dialog-Witz eine optimistische Komödie, die gleichzeitig eine amüsante Milieu-Studie über das Coming Out eines Jugendlichen ist.“